# بازوویک
بازوویک (به صربی: Bazovik) یک منطقهٔ مسکونی در صربستان است که در پیروت واقع شده‌است. بازوویک ۲۰۳ نفر جمعیت دارد.